# Vicomtesse de Vézins
'Vicomtesse de Vézins' est un cultivar de rosier hybride remontant obtenu en 1867 par le rosiériste français Gautreau. Il est dédié à la vicomtesse de Vézins, née Nathalie Le Roux de Kerninon (1818-1902), épouse du vicomte Alexis de Vézins (1815-1876), à l'époque préfet de Seine-et-Marne.

## Description et histoire
Il s'agit d'un hybride remontant, dont la fleur élégante (17-25 pétales) au centre à rosette montre un coloris rose vif frais. Son buisson s'élève à 120 cm pour une envergure de 80 cm. Elle a été primée en juin 1867 par la Société nationale d’horticulture de France à l’Exposition universelle de Paris, médaille de bronze, puis à Brie-Comte-Robert le mois suivant. Voici ce qu'en disait la revue La Belgique Horticole en 1874 : « Je ne dois pas omettre la 'Vicomtesse de Vézins' qui est très florifère et bien fournie : elle ressemble à une 'Baronne Prévost'qu'on aurait fait rougir : elle est d'allure rustique et d'un grand effet dans le jardin. Avec la 'Edouard Morren' ces deux roses sont les deux plus robustes parmi les productions des années précédentes ».
Le dimanche 28 juin 1868, avec les deux autres nouveautés de l’année de Victor E. Gautreau 'Baronne de Beauverger' et 'Mlle Élise Chabrier', 'Vicomtesse de Vézins' figurait dans la corbeille entourée de trois mille roses que les rosiéristes de la Brie offrirent à l’empereur Napoléon III et à l’impératrice Eugénie au château de Fontainebleau.
Elles furent ensuite plantées au jardin des Tuileries.
En 1998, cette variété figurait encore dans la collection de l'Europa-Rosarium de Sangerhausen (Allemagne). L’une des rares à y être proposée en carte postale à la vente, et l’une des plus vendues. On peut l'admirer également à la roseraie du Val-de-Marne de L'Haÿ-les-Roses.
Sa zone de rusticité est de 6b à 9b; cette rose supporte donc les hivers à -15° C.